# Кампајана (Лука)
Кампајана је насеље у Италији у округу Лука, региону Тоскана.
Према процени из 2011. у насељу је живело 1 становника. Насеље се налази на надморској висини од 1347 м.